# Albufeira de Monte Clérigo
A Albufeira de Monte Clérigo é uma infraestrutura hidráulica situada no concelho de Almodôvar, na região do Alentejo, em Portugal.

## Descrição
A barragem represa a Ribeira de Barranco do Adão, estando integrada na bacia hidrográfica do Guadiana. Situa-se no Barranco dos Toucinhos, a cerca de 5 Km de distância da vila de Almodôvar. É considerada como um albufeira de águas públicas protegida, no âmbito da Portaria n.º 522/2009.
Faz parte de uma área protegida, situada na transição entre as regiões do Alentejo e do Algarve. É o habitat de diversas espécies vegetais e animais, principalmente aves aquáticas, como patos-reais, galeirões, mergulhões-pequenos, garças-brancas e garças-reais.
Entre as práticas desportivas realizadas no local destaca-se a pesca desportiva e canoagem, com o apoio de um clube local.